# Burroughs B2000
La serie de máquinas Burroughs B2000 fue construida en Pasadena (California), y estaba dirigida directamente al mundo de los negocios. La arquitectura fue construida para soportar el lenguaje de programación COBOL de la manera más eficiente posible. Las arquitecturas Burroughs intentaron reducir la separación semántica entre los lenguajes de alto nivel y el hardware sobre los que estos programas se ejecutaban.
Las máquinas B2000-B4000, conocidas en ese entonces como la Familia de Sistemas Medios, hicieron todo en aritmética de código binario decimal (BCD). La memoria fue direccionada en los límites del BCD en vez de los límites binarios tradicionales. La arquitectura ofreció un conjunto de instrucciones que proveía la operación de tres registros, permitiendo que la operación de COBOL de sumar A y B dando como resultado C pudiese ser trasladada directamente en una sola instrucción de máquina. Posteriores versiones, (la serie B2900-B4900), tenían dos nuevos opcodes para soportar el direccionamiento de las unidades de disco duro Memorex: binario a decimal y decimal a binario.
- Datos: Q5000487